# Taça Bernardo O'Higgins
A Taça Bernardo O'Higgins foi um torneio amistoso disputado entre as seleções do Brasil e Chile, foi disputada 5 vezes entre os anos de 1955 e 1966, onde era disputados 2 partidas sendo que cada edição era realizada em um país.
Seu nome é uma homenagem ao militar e estadista chileno Bernardo O'Higgins, uma das figuras centrais do movimento de independência chilena.

## Histórico da competição

### 1955
Disputada no Rio de Janeiro e em São Paulo nos dias 18 e 20 de setembro, foi vencida pela Seleção Brasileira.
18 Set Rio de Janeiro     Brasil    1-1 Chile
20 Set São Paulo          Brasil    2-1 Chile

### 1957
Disputada em Santiago, no Chile nos dias 15 e 18 de setembro, foi vencida pela Seleção Chilena.
15 Set Santiago de Chile  Chile     1-0 Brasil
18 Set Santiago de Chile  Chile     1-1 Brasil

### 1959
Disputada no Rio de Janeiro e em São Paulo nos dias 17 e 20 de setembro. Vencida pelo Brasil, foi nesta edição em que ocorreu a maior goleada da história do confronto: 7x0.
17 Set Rio de Janeiro     Brasil    7-0 Chile
20 Set São Paulo          Brasil    1-0 Chile

### 1961
Disputada em Santiago, no Chile. Pela primeira vez não foi realizada em setembro, acontecendo em maio, nos dias 7 e 11, foi vencida pela Seleção Brasileira.
7 Mai Santiago de Chile  Chile     1-2 Brasil
11 Mai Santiago de Chile  Chile     0-1 Brasil

### 1966
Foi a última edição da competição, disputada em Santiago e em Viña del Mar nos dias 17 e 20 de abril. Após dois empates o título foi dividido pelas equipes.
17 Apr Santiago de Chile  Chile     0-1 Brasil
20 Apr Viña del Mar       Chile     2-1 Brasil